# Лицей № 37 (Челябинск)
Муниципальное автономное общеобразовательное учреждение «Лицей № 37 города Челябинска»— среднее общеобразовательное учебное заведение Челябинска с профильным изучением дисциплин физико-математического и естественно-научного циклов. Лауреат Всероссийского конкурса «Лучшие школы России» 2007 года.

## История лицея
- 1934 — начало строительства школы № 37 по решению Челябинского горисполкома (новостройка № 17)[3].
- сентябрь 1936 — школа получает свой паспорт и первых учеников, преимущественно детей, проживающих в микрорайоне КБС. Большинство родителей учеников работало на станкостроительном заводе имени Серго Орджоникидзе. Абрам Зиновьевич Караковский стал первым директором[3].
- июнь 1941 — 52 выпускника вместе с директором Гароном А. М. и учителями Розановым П. М., Карелиным К. И., Колотиловым С. А. ушли на фронт после выпускного бала. В ходе Великой Отечественной войны героически погибли выпускники Звягинцев Виктор, Кондаков Пётр, Митрясов Илья, Рявкин Петр, Гущин Михаил, Черных Иван[3].
- 1942 — 1945 — в здании школы размещался госпиталь, дети были вынуждены обучаться в другом здании. Учащиеся трудились на уборке урожая и помогали в госпитале. В эти годы в школе работали учителя, которые являлись отличниками народного просвещения: Седов Л. П., Седова З. С., Камилова П. Н., Кичатова К. П., Маркова Р. Г., Розанова А. М., Федоринина Л. И., Рогалева Л. И. — Заслуженный учитель школы РСФСР и кавалер Ордена Ленина[3].
- 1958 — построен пристрой к зданию школы, в котором разместились спортивный и актовый залы, столярные и слесарные мастерские, а также библиотека. Строительство велось силами учителей, учеников и их родителей. Станкостроительный завод имени Серго Орджоникидзе стал шефствующим предприятием школы. Установились тесные связи и появились совместные традиции (шефство цехов над классами, помощь в развитии материально-технической базы школы, праздники «Здравствуй, утро рабочее!», спортивные встречи, практика учащихся в цехах завода и многое другое)[3].
- 1959 — на здании школы была установлена мемориальная доска, посвященная выпускникам, защищавшим Родину в Великой Отечественной войне[3].
- 1962 — пионерская дружина школы получает имя Ю. А. Гагарина[3].
- 1965 — на базе школы произошло открытие научного общества учащихся[3].
- 1967 — открыты специализированные профильные физико-математические классы. В этом же учебном году школе присвоено имя 50-летия Великой Октябрьской Социалистической революции. С 1960 по 1986 год в школе преподавала физику Э. А. Заматохина, первый в истории Челябинской области Народный учитель СССР[4].
- 1987 — создаётся компьютерный класс, информационные технологии обучения вводятся в физико-математических классах школы. Открыт психолого-педагогический семинар, в рамках которого изучаются современные методики, проводятся педагогические исследования в области обучения и воспитания. Школу посетили вице-президент Академии педагогических наук Бабанский А. К., академик Поташник Г. Д., замминистра просвещения Баляснова Л. И[3].
- 1992 — активно проводятся исследования по теме «Интеграция нетрадиционных технологий обучения в условиях школы с углубленным изучением естественно-научных дисциплин». В школе учащиеся обучаются по профильным программам физико-математических, химико-биологических, экономических классов[3].
- 2002 — школа прошла аккредитацию, в результате которого ей был присвоен статус лицея[3].
- 2007 — лицей оказался в числе лауреатов Всероссийского конкурса «Лучшая школа России»[5].

Из-за малого количества учащихся и перехода на одиннадцатилетнюю систему образования в школе отсутствовал выпуск 2012 года.

## Директора
- 1936—1941(?) — Караковский А. З.
- 1941(?) — Гарон А. М.
- 1941 — 1946 — Александров А. Ф.
- 1946 — 1973 — Камилова П. Н. — отличник народного просвещения, заслуженный учитель школы РСФСР.
- 1973 — 1988 — Сотникова Л. В. — заслуженный учитель школы РСФСР, кавалер ордена Трудового Красного Знамени, медали «За доблестный труд», медали им. Н. К. Крупской.
- 1988—2002 — Минеев Н. В. — заслуженный учитель РФ.
- с 2002 по настоящее время — Киселёва Е. В. — отличник народного просвещения.